# تكية تويسركاني
تكية تويسركاني (بالفارسية: تکیه تویسرکانی) هي تكية شيعية تاريخية تعود إلى القاجاريين، وتقع في أصفهان.